# 2021年阿巴斯港地震
2021年阿巴斯港地震是指2021年11月14日发生于伊朗阿巴斯港的双地震。第1次主震发生于15时37分03秒，震级为Mwb 6.0，震源深度约为7.0千米，最大烈度为7（Ⅶ）度。而第2次主震仅发生在1分35秒之后（15时38分38秒），震级为mb 6.3，震源深度约为10.0千米，最大烈度同样为7（Ⅶ）度。
该系列地震导致至少2人死亡和98人受伤。上述2次主震均已被美国地质调查局列入2021年显著地震列表。

## 构造背景
伊朗地处阿拉伯板块和欧亚大陆板块之间的复杂碰撞地带，被认为是世界上地震多发的国家之一，平均每天都会经历至少一次轻度地震。伊朗地震的历史可以追溯到公元856年，现今至少29场地震记录在案，整个国家的每一个地区都经历过或轻微或重大的地震。从1913年至2012年这一个世纪之间，伊朗国内共计发生了超过130次震级达到5级以上的地震，其中最强烈的两场分别发生在1972年和1977年，矩震级均为6.7级。伊朗的地震几乎都局限于上层岩石圈（地壳），震中位置相对来说接近地表，这意味着地震可能更具破坏性。在该国境内存在多条地质断层线，全国约90%地区都是地震活跃带。
此次地震震中位于札格罗斯褶皱冲断带。由于阿拉伯板块沿着这一褶皱冲断带以每年约3厘米的速度向欧亚大陆板块之下俯冲，因此这一带的地震活动较为频繁。在此次地震发生之前，该地曾先后发生过2005年格什姆地震和2008年阿巴斯港地震，分别致使13人死亡和7人死亡。

## 机构观测

### 第1次主震
根据美国地质调查局测定，第1次主震震中位于阿巴斯港北西北62千米处（北纬27.721度，东经56.065度），震级为Mwb 6.0，震源深度约为7.0千米，最大烈度为7（Ⅶ）度。欧洲地中海地震中心和德国地球科学研究中心GEOFON台网中心测定的震级在数值上与美国相同，均为MW 6.0级。但这2个机构测定的震源深度较深，为10.0千米。而中国地震台网测得的震级在数值上较大，为Ms 6.2级。

### 第2次主震
根据美国地质调查局测定，第2次主震震中位于阿巴斯港北西北64千米处（北纬27.736度，东经56.077度），震级为mb 6.3，Ms 6.2，震源深度约为10.0千米，最大烈度为7（Ⅶ）度。欧洲地中海地震中心和中国地震台网测定的震级在数值上与美国相同，分别为MW 6.3级和Ms 6.3级。
德国地球科学研究中心GEOFON台网中心最初测得的震级较大，为MW 6.5级。此外，该机构还认为，该次地震的震源深度应为36千米左右。然而，该机构在随后更新了震源参数，认为该次地震的震级为MW 6.1级，震源深度为10千米。

## 震害情况

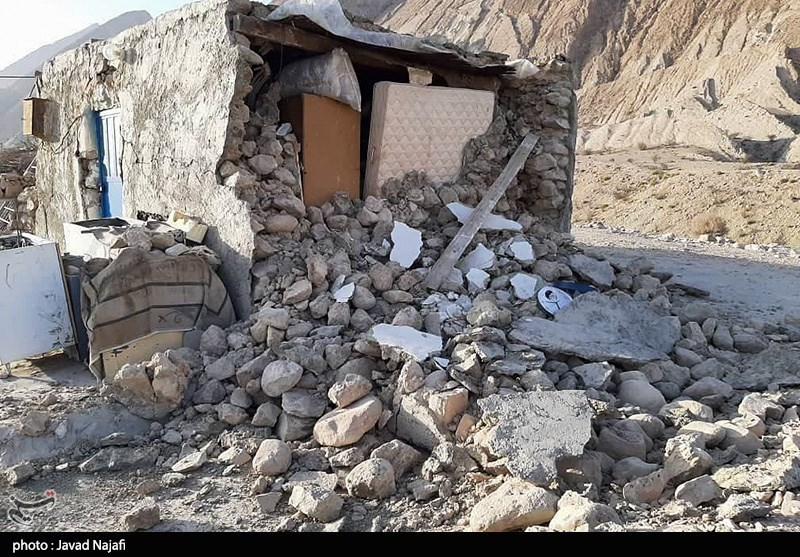
霍爾木茲甘省地震結果

美国地质调查局根据在线互联网震感调查页面中收到的至少200份震感报告，推定出第2次主震的最大修订麦加利地震烈度可能达到了9（IX）度，比使用震源参数计算出的烈度（7度）还高。此外，阿联酋首都迪拜也有震感，但并未出现震害情况。
受地震影响，至少有2人死亡，另有98人受伤。其中，一人是因被电线杆砸中而身亡，另一人是在回家途中身亡。
在阿巴斯港县菲恩市，城内约有70%的建筑，即约有3000座建筑受损。此外，霍尔木兹甘省格诺生物圈保护区内发生了大规模的山体滑坡。
美国地质调查局根据震源参数、震区人口等参数，推测出该次地震造成的经济损失小于100万美元的可能性最大，为50%。然而，根据当地预估，该次地震的经济损失可能会达到7000亿土曼（约1660万美元）。